# Clement Town
Clement Town é uma cidade no distrito de Dehradun, no estado indiano de Uttaranchal.

## Demografia
Segundo o censo de 2001, Clement Town tinha uma população de 19,634 habitantes. Os indivíduos do sexo masculino constituem 58% da população e os do sexo feminino 42%. Clement Town tem uma taxa de literacia de 55%, inferior à média nacional de 59.5%: a literacia no sexo masculino é de 58% e no sexo feminino é de 51%. Em Clement Town, 13% da população está abaixo dos 6 anos de idade.